# Guildhall
La Guildhall è un edificio sito nella City of London, ai margini di Cheapside e Basinghall Street. Esso è stato la sede del municipio di Londra per diversi secoli ed oggi è il palazzo cerimoniale ed amministrativo della City of London (che non deve essere confusa con la Greater London, di cui essa è solo una piccola parte) a la sua Corporation. Il termine Guildhall si riferisce sia all'intero edificio che alla sua grande sala costruita in stile medioevale simile a quella di molti college di Oxford. La Greater London ha un suo municipio.

## Storia

### Romana, sassone e medioevale
La grande sala si crede sia costruita sul sito della prima Guildhall. Durante la Londra romana qui era ubicato un anfiteatro, il più grande della Gran Bretagna, di cui alcuni resti sono esposti nella Guildhall Art Gallery sita a piano terra dell'edificio e nell'area segnata con una linea nera nel cortile del palazzo. Certamente il sito della Guildhall sassone doveva trovarsi qui visti i resti dell'anfiteatro romano esistenti. Scavi effettuati nel 2000 all'ingresso della Guildhall Yard hanno fatto emergere resti del portale del XIII secolo apparentemente costruito sulle rovine romane. La prima esistenza documentata della London Guildhall è datata 1128 e l'attuale sala occidentale della cripta può essere parte dell'edificio costruito nel tardo XIII secolo. Secondo una leggenda britannica, l'attuale sito della Guildhall è lo stesso in cui si trovava il palazzo di Bruto di Troia.

### Dal 1441 a oggi

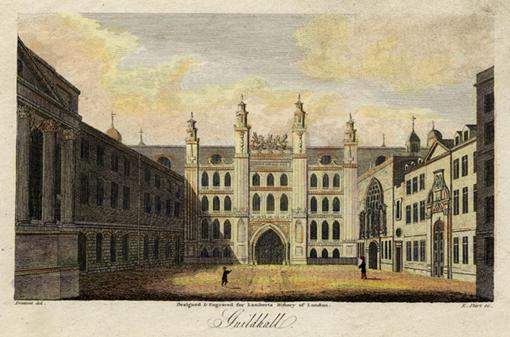
La Guidhall nel 1805 circa. Gli edifici sulla sinistra e sulla destra sono stati demoliti

Parte dell'attuale edificio risale al 1441 ed è l'unico edificio in pietra, che non fosse una chiesa, ad aver resistito al Grande incendio di Londra del 1666. L'edificio contiene diversi altre parti storiche oltre alla hall, compresa una grande cripta medioevale, l'antica biblioteca e la stamperia, tutti ambienti ancora in uso.
Prova del fatto che la sala risale a prima del 1666, è la presenza di targhe commemorative di Anne Askew (martire protestante 1521-1546), Henry Howard, Conte del Surrey (1517-1547), Sir Nicholas Throckmorton (1516-1571), Lady Giovanna Grey, Guilford Dudley, Thomas Cranmer, John Felton (martire cattolico ?-1570), oltre che personaggi successivi al grande incendio come William Pitt il Vecchio, William Pitt il Giovane, l'ammiraglio Orazio Nelson, il Duca di Wellington e sir Winston Churchill. La sala ebbe anche una parte nella ribellione del 1450 guidata da Jack Cade.
La Great Hall non rimase completamente indenne in occasione del grande incendio del 1666, e venne parzialmente restaurata, con l'inserimento di un tetto piano, nel 1670. L'attuale ingresso principale in stile gotico indostano venne aggiunto nel 1788. Un restauro più radicale di quello del 1670 e fu completato nel 1866. Sfortunatamente questo restauro venne distrutto dal secondo grande incendio di Londra avvenuto la notte fra il 29 e 30 dicembre 1940 a seguito del bombardamento della Luftwaffe nel corso della seconda guerra mondiale. I danni vennero riparati nel 1954.

### Oggi
Oggi, gli uffici amministrativi della City of London Corporation sono ubicati in moderni edifici subito a nord della Guildhall, mentre lo storico edificio viene usato come sede di rappresentanza ed è aperto al pubblico una volta l'anno nel fine settimana del London Open House. Il Clockmakers' Museum e la Guildhall Library, una biblioteca pubblica che raccoglie documenti datati dall'XI secolo in avanti, sono ospitate nel complesso.

## Gog e Magog
I due giganti, Gog e Magog, sono associati alla Guildhall. La leggenda narra che i due giganti vennero feriti da Bruto di Troia e incatenati al cancello del suo palazzo sito nel luogo in cui si trova l'attuale Guildhall. Sculture di Gog e Magog sono custodite nel palazzo e vengono portate in corteo tutti gli anni in occasione del Lord Mayor's Show.
Una prima versione di Gog e Magog venne distrutta durante il grande incendio. Essa venne sostituita nel 1708 da due grandi statue in legno che vennero poi distrutte durante i bombardamenti della seconda guerra mondiale. Le statue sono state rifatte nel 1953 sullo stile di quelle distrutte.